# Episodi di Hunter Street (prima stagione)
La prima stagione della serie televisiva Hunter Street è andata in onda negli Stati Uniti d'America dall'11 marzo 2017 al 7 aprile 2017 su Nickelodeon.
In Italia è andata in onda dal 13 maggio 2018 al 28 maggio 2018 su Nickelodeon e dal 29 maggio 2018 al 23 giugno 2018 su TeenNick.
| nº | Titolo originale           | Titolo italiano          | Prima TV USA  | Prima TV Italia |
| -- | -------------------------- | ------------------------ | ------------- | --------------- |
| 1  | The New Hunter             | Il nuovo Hunter          | 11 marzo 2017 | 13 maggio 2018  |
| 2  | Saganash                   | Saganash                 | 13 marzo 2017 | 13 maggio 2018  |
| 3  | The Secret Room            | La stanza segreta        | 14 marzo 2017 | 14 maggio 2018  |
| 4  | Principal                  | La professoressa         | 15 marzo 2017 | 14 maggio 2018  |
| 5  | Rinus                      | Rinus                    | 16 marzo 2017 | 20 maggio 2018  |
| 6  | The Key                    | La chiave                | 20 marzo 2017 | 20 maggio 2018  |
| 7  | The Blue Diamond           | Il diamante blu          | 21 marzo 2017 | 21 maggio 2018  |
| 8  | MGP                        | MGP                      | 22 marzo 2017 | 21 maggio 2018  |
| 9  | Aunt Hedwig & Uncle Eugene | Zia Hedwige e zio Eugene | 23 marzo 2017 | 27 maggio 2018  |
| 10 | Contact                    | Contatto                 | 24 marzo 2017 | 27 maggio 2018  |
| 11 | The Relatives              | I parenti                | 27 marzo 2017 | 28 maggio 2018  |
| 12 | The Red Diamond            | Il diamante rosso        | 28 marzo 2017 | 28 maggio 2018  |
| 13 | Cassandra's Map            | La mappa di Cassandra    | 29 marzo 2017 | 14 giugno 2018  |
| 14 | Anika's Birthday           | Il compleanno di Anika   | 30 marzo 2017 | 15 giugno 2018  |
| 15 | The Maze                   | Il tunnel                | 31 marzo 2017 | 16 giugno 2018  |
| 16 | Undercover                 | L'incappucciato          | 3 aprile 2017 | 19 giugno 2018  |
| 17 | Sophie                     | Sophie                   | 4 aprile 2017 | 20 giugno 2018  |
| 18 | Bruhl                      | Bruhl                    | 5 aprile 2017 | 21 giugno 2018  |
| 19 | Almost Back                | Quasi a casa             | 6 aprile 2017 | 22 giugno 2018  |
| 20 | The Deed                   | L'atto di proprietà      | 7 aprile 2017 | 23 giugno 2018  |

## Il nuovo Hunter

### Trama
Maximilian, un ragazzo rimasto orfano, viene affidato alla famiglia degli Hunter composta da due coniugi, Erik e Kate, e altri quattro figli adottivi: Sal, Anika, Tess e Daniel. Già da subito fa amicizia con tutti e si trova molto bene, ma il mattino seguente al suo arrivo i genitori sono scomparsi. Così, Max e Sal vanno all'opera (dove i genitori si trovavano prima della loro sparizione) e i due trovano sotto i loro posti un biglietto con scritto "Saganash"...

## Saganash

### Trama
Erik e Kate sono scomparsi e i ragazzi cercano indizi per ritrovarli lasciando tutti all'oscuro. Che sarà successo ai loro genitori?

## La stanza segreta

### Trama
Cercando indizi per ritrovare i genitori, Max trova una stanza segreta nella libreria della casa e scopre l'esistenza della famiglia Saganash. Centreranno qualcosa con la scomparsa dei genitori?

## La professoressa

### Trama
La professoressa Clutterbeek ha preso di mira Max e vuole a tutti i costi conoscere i suoi genitori.

## Rinus

### Trama
La scomparsa di Erik e Kate sta ormai diventando insostenibile per i ragazzi e Max cerca di rimediare.

## La Chiave

### Trama
Gli Hunter sono riusciti a recuperare una chiave a Saganash e cercano di usarla in qualsiasi modo.

## Il Diamante blu

### Trama
Gli Hunter hanno trovato il diamante blu e decidono di fare una mostra per ingannare Saganash e farlo arrestare.

## MGP

### Trama
Saganash si mette in contatto con i ragazzi e organizza uno scambio per ottenere il diamante blu, ma qualcosa non va secondo i piani.

## Zia Hedwig e zio Eugene

### Trama
I ragazzi sono sott'occhio dagli zii che dettano a loro delle regole molto dure per cercare di dividerli, ma Simon li aiuterà a scappare dagli zii.

## Contatto

### Trama
I ragazzi riescono a fuggire alla sorveglianza degli zii e decidono di consegnare a Saganash il vero diamante.

## I Parenti

### Trama
Max e Tess trovano una lettera destinata ad Erik e Kate, dove è presente uno strano codice che, una volta decifrato, scopriranno essere un luogo e decideranno di andarci. Questa lettera li porterà a conoscenza dei Parenti, un'associazione che aiuta da generazioni la famiglia Hunter. Nel frattempo Anika e Sal, corrono il rischio di essere rapiti da una coppia di affidatari che lavora per Saganash.

## Il diamante rosso

### Trama
Anika e Sal vengono salvati dal rapimento e tornano a casa, mettendo da parte, per ora, l'idea di darli in affidamento.

## La mappa di cassandra

### Trama
Gli Hunter trovano una mappa misteriosa e dovranno riuscire a decifrarla.

### Curiosità
questo è il primo episodio ad essere trasmesso in 1°TV sul canale TeenNick e non su Nickelodeon (come i precedenti 12 episodi)

## Il compleanno di Anika

### Trama
Tess decide di ingannare Saganash facendogli credere di essere disposta a dargli la mappa di Cassandra.

## Il Tunnel

### Trama
Tess e il resto degli Hunter, decidono di attraversare il tunnel trovato nella casa perché immaginano possano trovare il diamante blu e il diamante rosso.

## L'incappucciato

### Trama
L'incappucciato riesce ad intrufolarsi di nascosto nella casa degli Hunter, ma qualcosa va storto.

## Sophie

### Trama
Una volta trovato l'incappucciato decidono di togliergli il cappuccio, rivelando la sua vera identità.

## Bruhl

### Trama
Bruhl, con una falza ingiunzione di sfratto, pretende di cacciare i cinque ragazzi dalla casa, ma gli Hunter riescono a far scoprire l'inganno.

## Quasi a casa

### Trama
Erik e Kate stanno finalmente tornando a casa e Anika decide di accoglierli facendogli trovare la casa pulita.

## L'atto di proprietà

### Trama
Gli Hunter, ormai avendo risolto il mistero della scomparsa di Erik e Kate, stanno per ritrovare Anika e Daniel, ma soprattutto, hanno finalmente i conti aperti con Saganash.